# Sport w Poznaniu

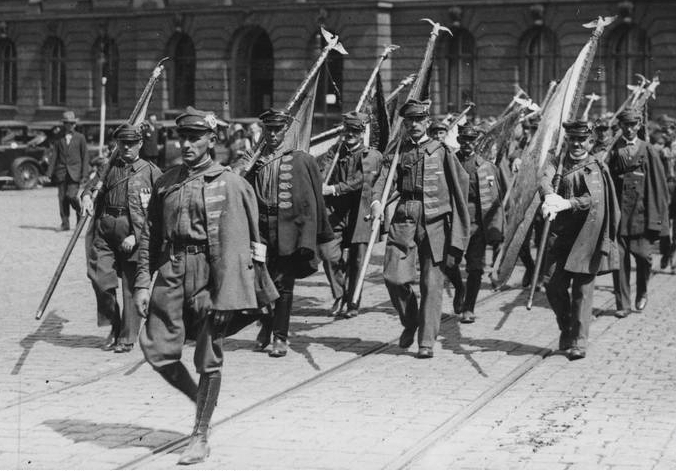
Poznańskie gniazdo Towarzystwa Gimnastycznego „Sokół” na paradzie w 1932 roku

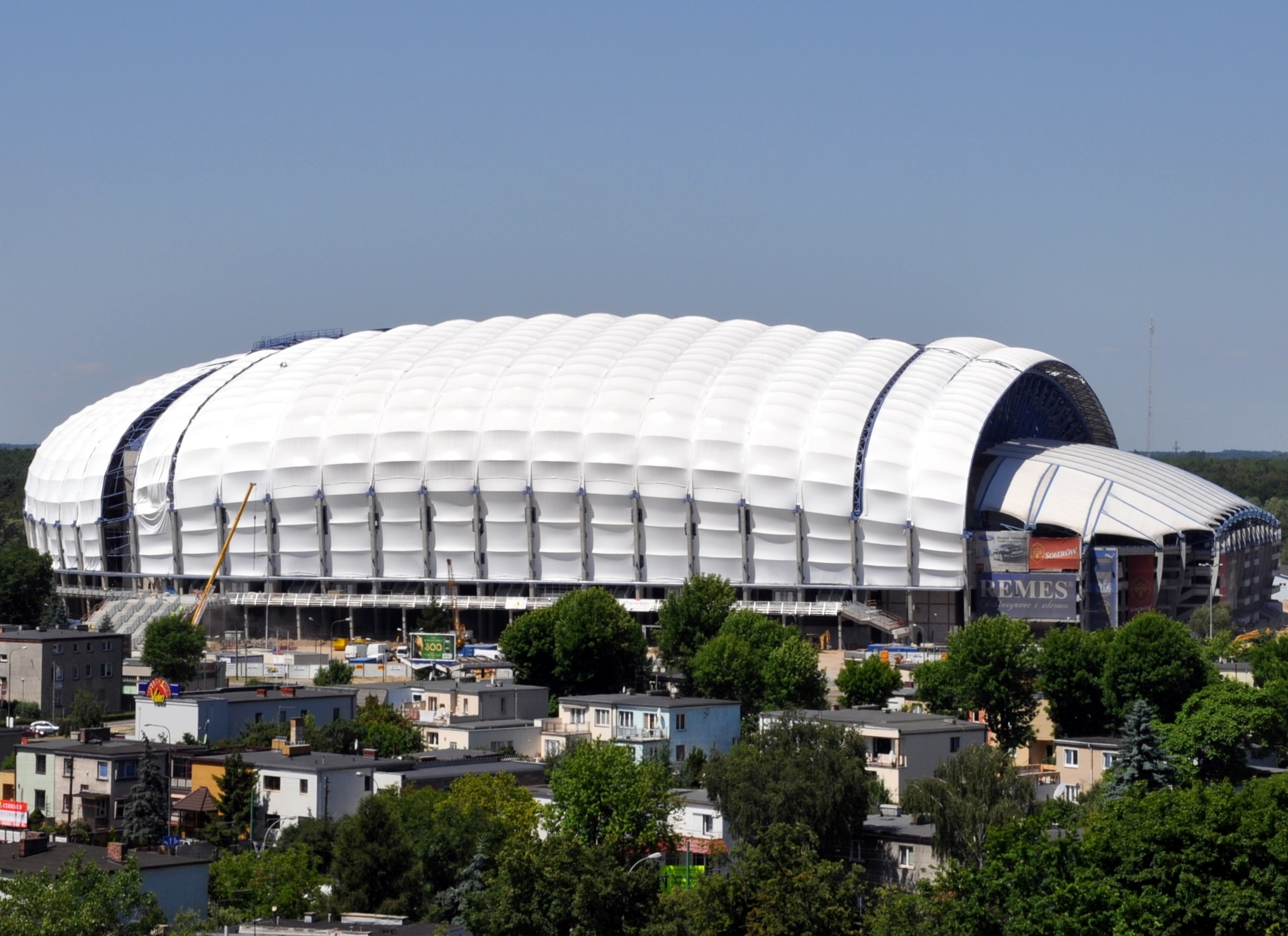
Stadion Miejski (czerwiec 2010)

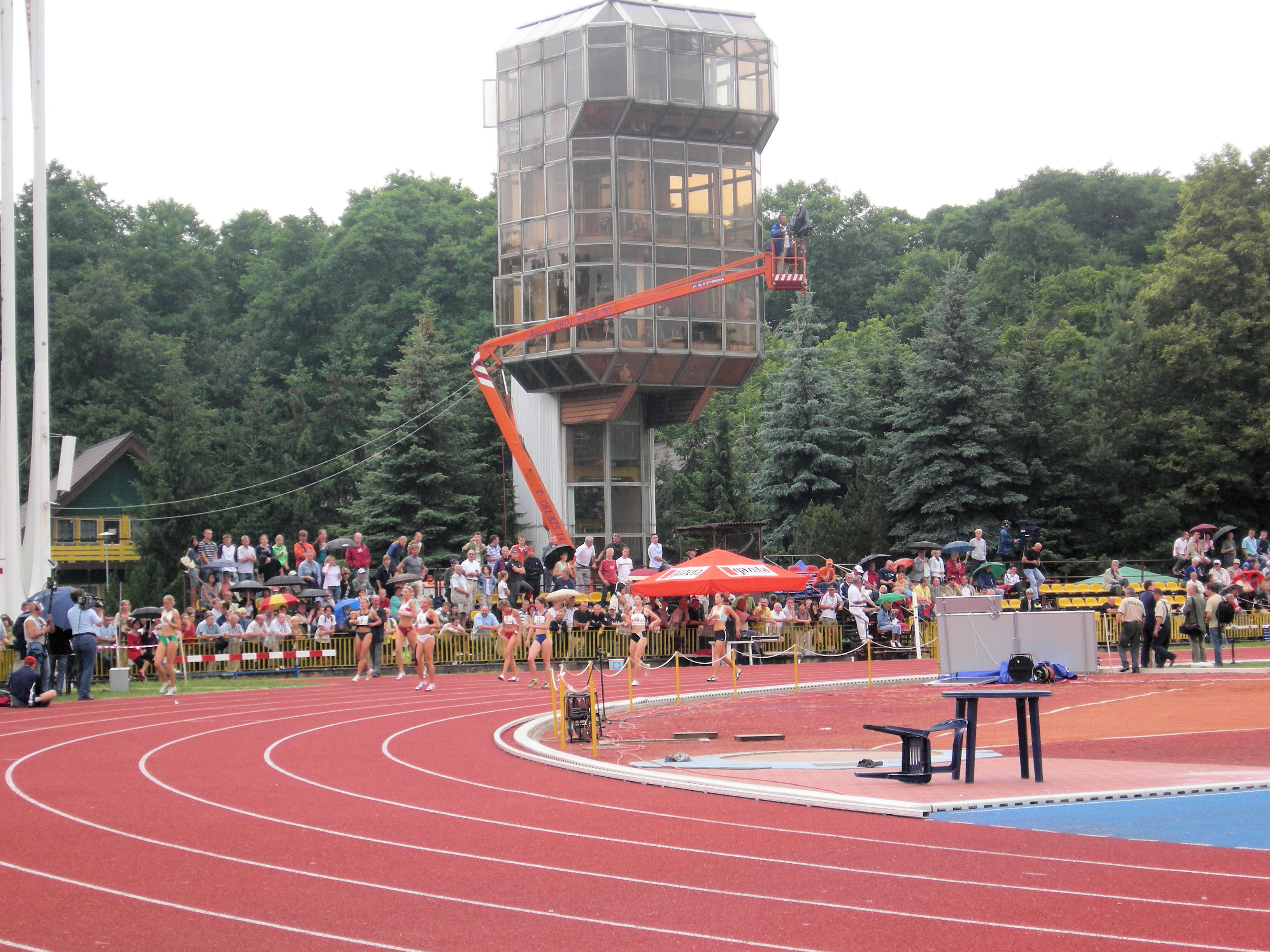
Stadion Olimpii Poznań

Sport w Poznaniu – organizacje, historia, imprezy oraz obiekty sportowe w Poznaniu.

## Historia
Jedną z pierwszych organizacji sportowych w mieście było Towarzystwo Gimnastyczne „Sokół” w Poznaniu założone 2 czerwca 1886 roku z inicjatywy Ignacego Andrzejewskiego. Początkowo członkowie organizacji uprawiali jedynie gimnastykę. W 1894 roku powstała sekcja rowerowa tzw. "kołowników". W 1900 roku powstaje w ramach organizacji sekcja kobieca pod nazwą "Oddział kobiet gimnastykujących". W 1904 powstają sekcje pięściarska, wycieczkowa, zapaśnicza oraz sekcje lekkoatletyczne. W 1911 powstaje koło szermiercze, a po zakończeniu I wojny światowej oddział piłki nożnej. W okresie międzywojennym w poznańskim Sokole uprawiano wiele różnych dyscyplin sportowych.
W dwudziestoleciu międzywojennym Poznań był potęgą wioślarską. W mieście działało wtedy łącznie osiem klubów wioślarskich: Klub Wioślarski z roku 1904 w Poznaniu (od 1904), Poznańskie Towarzystwo Wioślarzy Tryton (od 1912), sekcja wioślarska AZS Poznań (od 1919) Towarzystwo Wioślarzy „Polonia” Poznań (od 1921), Wojskowy Klub Wioślarski w Poznaniu (od 1924), Poznański Klub Wioślarek (od 1928 - klub zrzeszał wyłącznie kobiety), a także dwa kluby w których członkami byli poznańscy Niemcy: Posener Ruderverein „Germania” (od 1902) i Ruderclub Neptun (od 1895).

## Teraźniejszość
W 2008 roku w Poznaniu działało 66 klubów sportowych, które łącznie miały 143 sekcji. Wśród nich było 113 sekcji w klubach biorących udział we współzawodnictwie sportowym na poziomie ogólnopolskim. Ogółem w klubach ćwiczyło 7262 osób, z których 63% stanowiły osoby poniżej 18. roku życia.
W ostatnich latach w stolicy Wielkopolski odbyło się 16 międzynarodowych imprez sportowych, m.in. Mistrzostwa Europy do lat 19 w piłce nożnej, Akademickie Mistrzostwa Świata w futsalu, Młodzieżowe Mistrzostwa Europy w Szermierce, Mistrzostwa Europy Weteranów w lekkiej atletyce.
Poza tym, na poznańskim Torze Regatowym Malta cyklicznie odbywają się zawody Pucharu Świata, Mistrzostw Europy i Świata w wioślarstwie i kajakarstwie. Od 2005 w Poznaniu odbywa się międzynarodowy turniej piłki ręcznej Grundfos Cup. Na stałe do kalendarza tenisistów wpisał się Międzynarodowy Turniej Tenisowy Porsche Open. Od 2006 przez Poznań przebiega trasa Tour de Pologne. Poznań jest też jednym z miast-organizatorów Euro 2012. Regularnie odbywają się także wyścigi Wyścigowych Samochodowych Mistrzostw Polski na torze "Poznań". Poznań ubiegał się o organizowanie Letnich Igrzysk Olimpijskich Młodzieży 2010. Poznań od 2014 roku jest organizatorem Wings for Life World Run, jednego z trzydziestu trzech charytatywnych biegów rozgrywanych w tym samym czasie na całym świecie.

## Kluby i drużyny sportowe
Najbardziej utytułowaną drużyną w mieście jest KKS Lech Poznań. Jest dziewięciokrotnym Mistrzem Polski w piłce nożnej, pięciokrotnym zdobywcą Pucharu Polski i sześciokrotnym Superpucharu Polski. Dawniej posiadał wiele sekcji, m.in. koszykarską, która zdobyła 11 tytułów Mistrza Polski. Warta Poznań jest dwukrotnym mistrzem Polski w piłce nożnej i dwunastokrotnym mistrzem Polski w hokeju na trawie. Pocztowiec Poznań oraz Grunwald Poznań odnoszą sukcesy na arenie krajowej i międzynarodowej w hokeju na trawie i hokeju halowym.

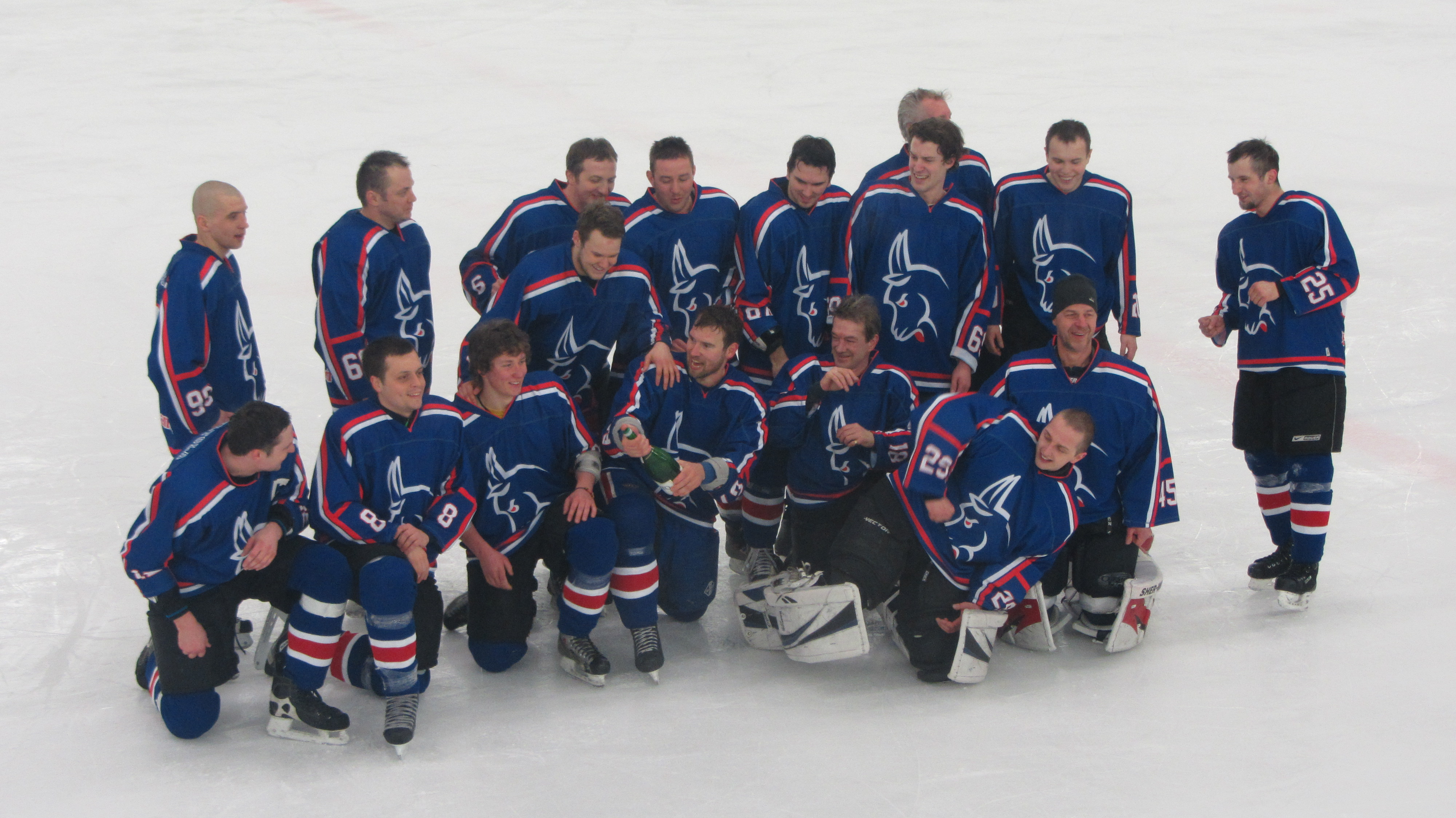
Drużyna PTH Poznań (2013)

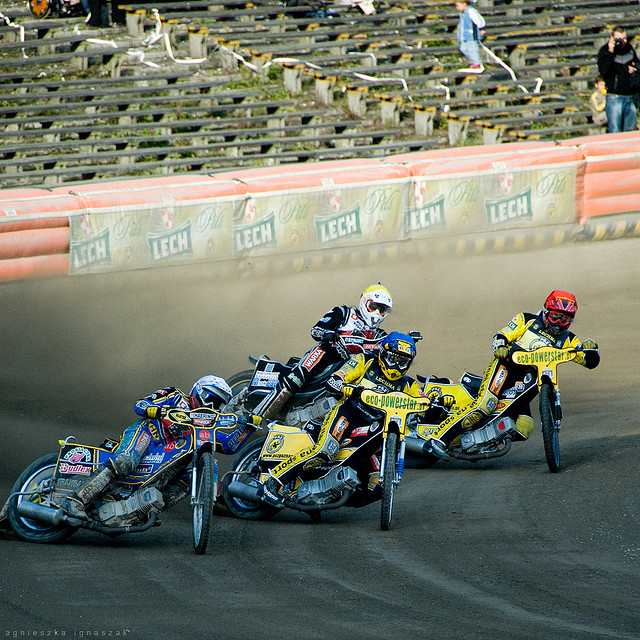
Mecz pomiędzy PSŻ Poznań a Polonią Bydgoszcz w sezonie 2008

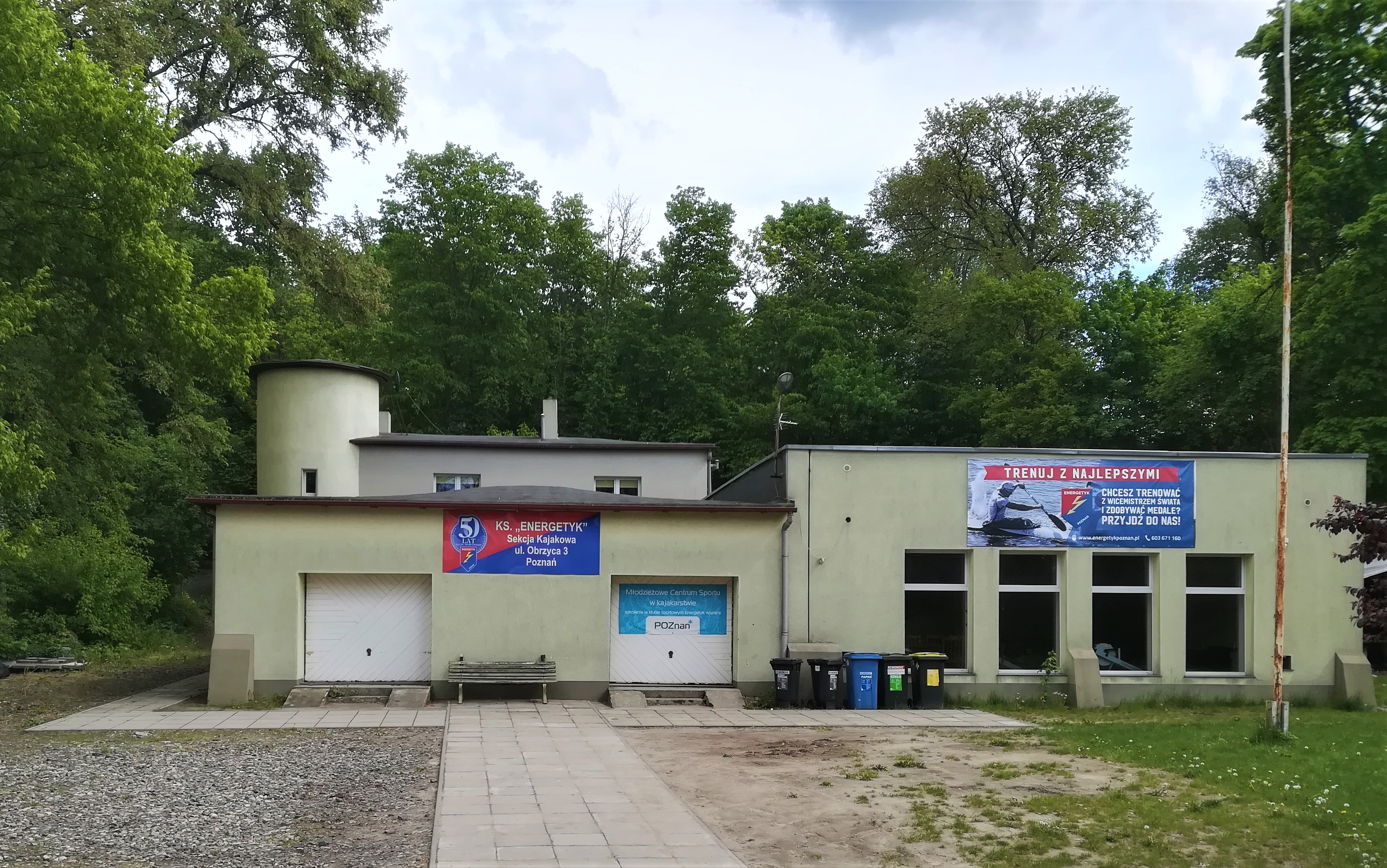
Siedziba sekcji wioślarskiej KS Enea Energetyk Poznań (2019)

| Nazwa klubu        | Liga mężczyzn          | Liga kobiet | Data powstania | Strona |
| ------------------ | ---------------------- | ----------- | -------------- | ------ |
| Lech Poznań        | Ekstraklasa III liga   | III liga    | 1922-03-19     | [ 5 ]  |
| Warta Poznań       | II liga V liga         | -           | 1912-06-15     | [ 6 ]  |
| Wiara Lecha Poznań | IV liga klasa A        | -           | 2011           | [ 7 ]  |
| SKS Poznańska 13   | V liga                 | -           | 1973           |        |
| MKS Przemysław     | Klasa okręgowa         | -           | 1952           | [ 8 ]  |
| TPS Winogrady      | Klasa okręgowa klasa B | -           | 1965           | [ 9 ]  |
| Polonia Poznań     | Klasa okręgowa         | -           | 1921           |        |
| AP Reissa Poznań   | Klasa okręgowa         | -           | ?              | [ 10 ] |
| Lotnik-1997 Poznań | klasa A                | -           | 1997-02-17     |        |
| Koziołek Poznań    | klasa A                | -           | ?              | [ 11 ] |
| Poznań FC          | klasa A klasa B        | -           | 2004-02-13     |        |
| GES Poznań         | klasa A                | -           | ?              | [ 12 ] |
| Olympique Poznań   | klasa B                | -           | 2025           | [ 13 ] |
| Odlew Poznań       | klasa B                | -           | 2002-02-19     | [ 14 ] |
| Talenty Poznań     | klasa B                | -           | 2024           | [ 15 ] |
| Jadwiżański KS     | -                      | -           | 2013-11-05     | [ 16 ] |
| Szturm Junikowo    | -                      | -           | 2001-05-21     |        |
| Poznaniak Poznań   | -                      | -           | 1997-03-07     | [ 18 ] |
| AIP Bola 06 Poznań | -                      | -           | 2006-02-11     |        |

| Dyscyplina                                                         | Nazwa klubu              | Liga/rozgrywki                | Data powstania |
| ------------------------------------------------------------------ | ------------------------ | ----------------------------- | -------------- |
| Koszykówka                                                         | MUKS Poznań              | I liga                        | 2002           |
| Koszykówka                                                         | AZS Poznań               | Polska Liga Koszykówki Kobiet | 1919-11-05     |
| Hokej halowy, hokej na trawie                                      | Pocztowiec Poznań        |                               | 1932           |
| wielosekcyjny                                                      | Grunwald Poznań          |                               | 1947-09-12     |
| Hokej na lodzie                                                    | PTH Poznań               | amatorska, PLHK B             |                |
| Hokej na lodzie                                                    | Dzikie Krokodyle Poznań  | amatorska                     |                |
| Hokej na lodzie                                                    | Mamuty Poznań            | amatorska                     | 2008           |
| Wioślarstwo                                                        | KW 04 Poznań             |                               | 1904           |
| Wioślarstwo                                                        | TW Polonia               |                               |                |
| Wioślarstwo                                                        | PTW Tryton               |                               | 1912           |
| Kajakarstwo, wioślarstwo, rugby                                    | Posnania Poznań          |                               |                |
| Żużel                                                              | PSŻ Poznań               | II liga                       | 2004           |
| Łucznictwo                                                         | KS Leśnik                |                               |                |
| Łucznictwo                                                         | KS Surma                 |                               |                |
| Boks                                                               | PKB Poznań               |                               |                |
| Futbol amerykański                                                 | Armia Poznań             | PFL2                          | 2018-11-11     |
| wielosekcyjny                                                      | TS Olimpia Poznań        |                               |                |
| wielosekcyjny                                                      | AZS AWF Poznań           |                               |                |
| Gimnastyka artystyczna, pływanie synchroniczne                     | MKS Dąbrówka Poznań      |                               |                |
| Gimnastyka artystyczna, piłka siatkowa, kajakarstwo, lekkoatletyka | KS Enea Energetyk Poznań | I liga                        |                |
| Ultimate Frisbee                                                   | Furious Goats            | I liga                        |                |
| Wrotkarstwo                                                        | SSW Malta Poznań         |                               |                |
| Pływanie synchroniczne                                             | UKS Wanda                |                               |                |
| Pływanie synchroniczne, piłka nożna                                | UKS Szóstka              |                               |                |
| Pływanie synchroniczne                                             | AZS Środowiskowy         |                               |                |
| Rugby union                                                        | Posnania                 | Ekstraliga                    |                |
| Lacrosse                                                           | Poznań Hussars           | Polska Liga Lacrosse          | 2007           |
| Lacrosse                                                           | Poznań Hussars Ladies    |                               | 2009           |